# Nasdaq Tallinn
Nasdaq Tallinn (Giełda Papierów Wartościowych w Tallinnie) – giełda papierów wartościowych w Estonii; zlokalizowana w stolicy kraju – Tallinnie. Powstała w 1995 roku.